# Xã Faxon, Quận Sibley, Minnesota
Xã Faxon (tiếng Anh: Faxon Township) là một xã thuộc quận Sibley, tiểu bang Minnesota, Hoa Kỳ. Năm 2010, dân số của xã này là 701 người.